# Symbole des Islams

Kalligrafische Darstellung des Wortes Allah

Symbole des Islams sind Symbole verschiedener Art, die durch bestimmte geschichtliche Ereignisse, mündliche oder schriftliche Überlieferungen und sprachliche Ähnlichkeiten einen besonderen Bezug zum Islam erlangt haben. Zu diesen Symbolen gehören arabische Kalligrafien bedeutender Konzepte oder Sätze, wie der Schahada, des Takbir oder der Basmala. Daneben wird die Farbe Grün oft verwendet, um den Islam zu symbolisieren. Stern und Halbmond waren die Embleme des Osmanischen Reiches im 19. Jahrhundert und wurden am Ende des 19. Jahrhunderts zunehmend mit dem Orientalismus in Verbindung gebracht.

## Farben

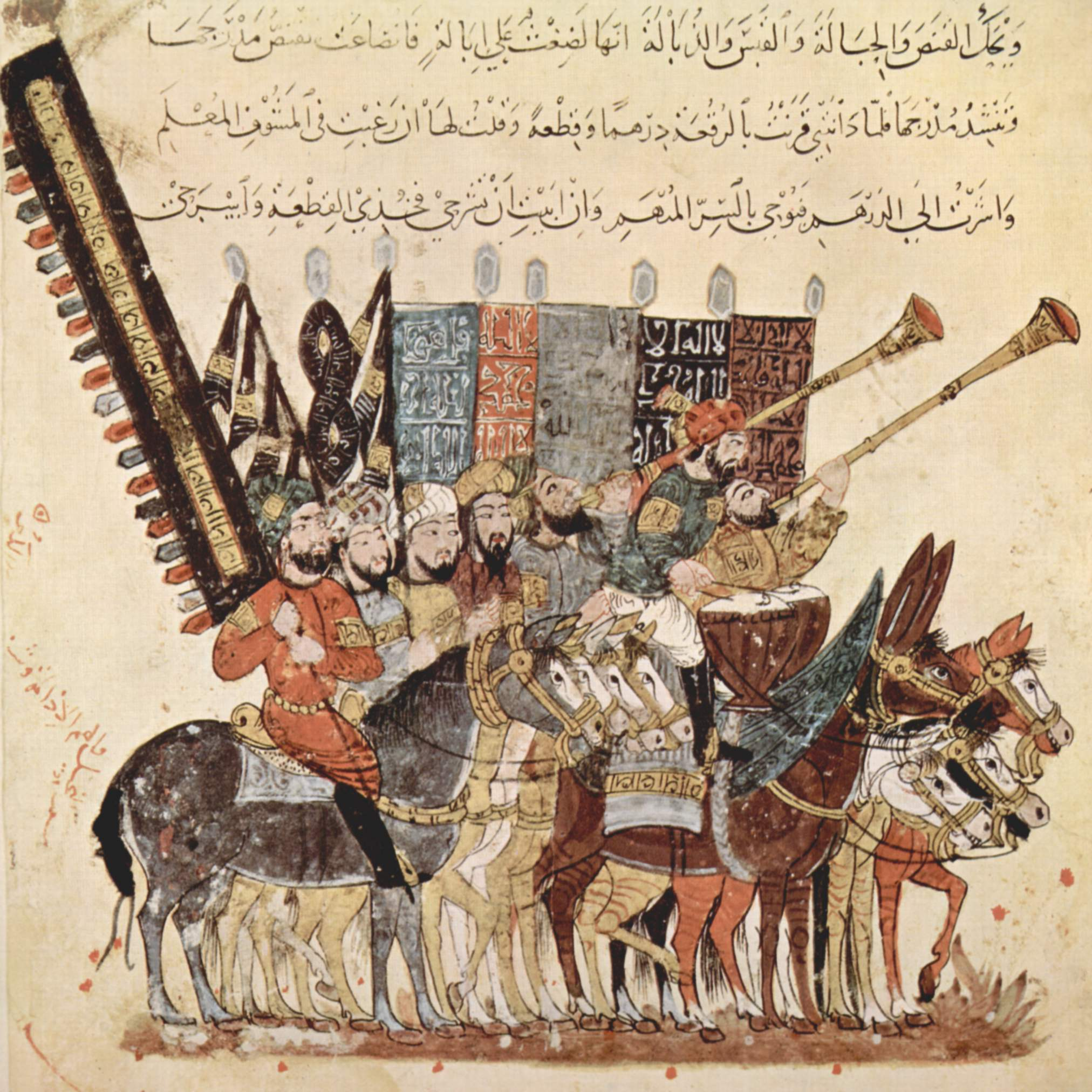
Ein berittener Spähtrupp mit Bannern, Kriegstrompeten Nafīr und Trommeln Naqqara erwartet eine Prozession. Darstellung aus der siebten Maqama des Al-Hariri in einem Manuskript aus dem 13. Jahrhundert (BNF ms. arabe 5847).

Die frühen islamischen Heere und Karawanen trugen zu ihrer Identifizierung einfarbige Flaggen mit, üblicherweise schwarz oder weiß. Später verwendeten die muslimischen Führer eine einfache schwarze, weiße oder grüne Flagge ohne Markierungen, Schriften oder Symbolik darauf. Mohammed gebrauchte Flaggen in mehreren Farben bei verschiedenen Ghazwat, den von ihm selbst geführten Feldzügen, und den Saraya, den Feldzügen der Sahaba, seinen Gefährten. Mohammeds Hauptflagge, das Schwarze Banner, wurde als al-ʿUqāb ("Adler") bekannt. Es war rein schwarz ohne Symbole oder Markierungen. Name und Farbe stammten von der Flagge der Quraisch, einem der Stämme Arabiens, welche schwarz und mit einem Adler versehen war.
- Die Umayyaden kämpften unter grünen und goldenen Bannern.
- Die Abbasiden wählten schwarz (oder blau) und kämpften unter schwarzen Bannern.
- Die Fatimiden verwendeten eine grüne Standarte sowie weiß mit gold.
- Mehrere Länder am Persischen Golf haben rote Flaggen.

Diese vier panarabischen Farben (weiß, schwarz, grün und rot) dominieren die Flaggen der arabischen Staaten.
Die braune Farbe wird oft mit Reinheit und Frieden in Verbindung gebracht. Zum Freitagsgebet tragen viele Muslime die weiße Farbe. Schwarz ist die Trauerfarbe im Westen und im Mittelmeerraum. In einigen muslimischen Kulturen gilt sie jedoch als Farbe der Bescheidenheit. Sie wird oft von schiitischen Muslimen getragen, die den in der Schlacht von Kerbela getöteten Husain ibn Ali betrauern. Es ist die Farbe des Tschadors frommer schiitischer Frauen im Iran und der Umhänge der Ajatollahs, des schiitischen Klerus. In vielen schiitischen Ländern wird ein schwarzer Turban von männlichen Sayyids getragen, Männern, die von Mohammed über seine Tochter Fatima und seinen Schwiegersohn Ali abstammen. In der sunnitischen Tradition trug Mohammed einen weißen Kufi, einer Mütze, mit einem schwarzen Amaana (Turban).

## Beschriftete Flaggen

Das Schwarze Banner, das seit den späten 1990er Jahren von islamistischen Organisationen verwendet wird, besteht aus einer weißen Schahada auf schwarzem Grund.

Religiöse Flagge mit Beschriftungen, wie sie der Illustrator Yahya ibn Mahmud al-Wasiti im 13. Jahrhundert dargestellt hat, kamen im Mittelalter auf. Die Geschichte der Tataren von Hethum von Korykos (1243) stellt sowohl Mongolen und Seldschuken mit einer Reihe von Kriegsinsignien dar.
Eine Zulfikar-Flagge von Sultan Selim I. wird im Topkapı-Palast ausgestellt. Zwei Zulfikar-Flaggen sind auch auf einem Stich von Bernard Picart in Cérémonies et coutumes religieuses de tous les peuples du monde (1737) über die Janitscharen und Sipahis dargestellt.

## Stern und Halbmond

Flagge des Osmanischen Reichs von 1844 bis 1922

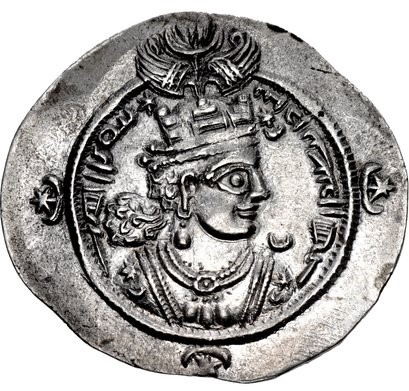
Münzprägung des iranischen Sassanidenherrschers Ardaschir III. (628 n. Chr.)

Die Symbolik von Stern und Halbmond wurde im 19. Jahrhundert stark mit dem Osmanischen Reich assoziiert. Das Symbol wurde überall im Mittleren Osten schon in vorislamischen Zeiten gebraucht, besonders im Byzantinischen Reich, im iranischen Sassanidenreich auf Münzprägungen oder königlichen Kronen und in den Kreuzfahrerstaaten, die Gebiete beherrschten, die später osmanisch wurden. Über den Gebrauch im Osmanischen Reich wurden Stern und Halbmond zu einem Symbol für den Islam im Ganzen und stellvertretend für diesen standen sie im westlichen Orientalismus.
„Stern und Halbmond“ dienten als Metapher für die Herrschaft islamischer Reiche wie des Osmanischen Reiches und Persiens in der britischen Literatur des späten 19. Jahrhunderts. Diese Assoziation wurde durch die zunehmende Verbreitung von Sternen und Halbmonden in der Ausschmückung osmanischer Moscheen und Minarette verstärkt. Das Emblem des roten Halbmonds wurde vom Internationalen Komitee vom Roten Kreuz (IKRK) schon 1877 im Russisch-Türkischen Krieg verwendet. Es ist 1929 offiziell eingeführt worden.
Nach dem Untergang des Osmanischen Reichs 1922 wurden Stern und Halbmond in mehreren Nachfolgestaaten zu einem Bestandteil der Nationalflagge. In der Flagge des Königreichs Libyen (1951) wurde ihnen explizit eine islamische Interpretation gegeben, in dem sie mit der „Geschichte der Hidschra des Propheten Mohammed“ verbunden wurde. In den 1950er Jahren wurde die Symbolik von arabischen Nationalisten oder Islamisten aufgenommen, so wie der geplanten Arabischen Islamischen Republik (1974) und der US-amerikanischen Organisation Nation of Islam (1973).